# Audi A7
Audi A7 är en bilmodell från Audi som presenterades år 2010. Den är mindre än modellen A8 och större än Audis modell A6. På den svenska marknaden säljs A7 Sportback med elbaklucka och läderklädsel som standard.

## Första generationen (2010–2017)
Formen på bilen benämns av Audi som "sportback" och kan beskrivas som fyrdörrars coupé eller fastback. Bilen släpptes 2011, fick en facelift 2015. 
En sportigare version av A7 finns på marknaden, som benämns S7. Modellen har en V8 på 4.0 liter och producerar 410 hk

### Motoralternativ
Första generationen har sålts med följande motorer:
- 3.0 TDi 204 hk / 218 hk
- 3.0 TDi 245 hk / 272 hk
- 3.0 TDi 313 hk / 320 hk
- 2.0 TFSi 252 hk
- 3.0 TFSi 300 hk
- S7 - 4.0 TFSi V8 420 hk
- RS7 - 4.0 TFSi V8 560 hk
- RS7 Performace - 4.0 TFSi V8 605 hk

## Andra generationen (2018–nuvarande)
Andra generationen av Audi A7 presenterades i oktober 2017, med lansering i februari 2018 i Tyskland. 

## Källhänvisningar
1. ↑  Värld, Teknikens. ”Audi A7 Sportback 55 TFSI quattro | Provkörning”. https://teknikensvarld.se/provkorning-av-audi-a7-sportback-55-tfsi-quattro-602523/. Läst 18 oktober 2018.
2. ↑  ”Säljstart för Nya Audi A7 Sportback”. Dagens industri. 19 december 2017. Arkiverad från originalet den 18 oktober 2018. https://web.archive.org/web/20181018161816/https://www.di.se/pressreleaser/2017/12/19/saljstart-for-nya-audi-a7-sportback/. Läst 18 oktober 2018.